# Nogir
Nogir (russisch und ossetisch Ноги́р) ist ein Dorf (selo) in der Republik Nordossetien-Alanien in Russland mit 11.480 Einwohnern (Stand 14. Oktober 2010).

## Geographie
Der Ort liegt am Nordrand des Großen Kaukasus etwa 6 km Luftlinie nordwestlich des Zentrums der Republikhauptstadt Wladikawkas, faktisch unmittelbar als Vorort an diese anschließend, am linken Ufer des Terek.
Nogir gehört zum Rajon Prigorodny und befindet sich etwa 10 km nordwestlich von dessen Verwaltungszentrum Oktjabrskoje. Das Dorf ist Sitz und einzige Ortschaft der Landgemeinde Nogirskoje selskoje posselenije.

## Geschichte
Das Dorf wurde 1921 auf dem Gelände eines früheren Übungsplatzes der Kaiserlich Russischen Armee von Flüchtlingen aus Südossetien gegründet, die zuvor zeitweilig im Dorf Christianowskoje (heute Stadt Digora) untergebracht waren. Der Ortsname steht im Ossetischen für „Neues Ossetien“ (Nog Ir).

### Bevölkerungsentwicklung
| Jahr | Einwohner |
| ---- | --------- |
| 1939 | 5.131     |
| 1970 | 5.490     |
| 1979 | 6.387     |
| 2002 | 11.269    |
| 2010 | 11.480    |

Anmerkung: Volkszählungsdaten

## Verkehr
Westlich an Nogir vorbei verläuft die neue, autobahnähnlich ausgebaute Zweigstrecke der föderalen Fernstraße R217 Kawkas (ehemals M29) von Beslan nach Wladikawkas, die als A161 (ehemals A301) nach Georgien weiterführt und Teil der Europastraße 117 ist. Am gegenüberliegenden, rechten Ufer des Terek verläuft die 1875 eröffnete Bahnstrecke Prochladnaja – Beslan – Wladikawkas; die Bahnhöfe Wladikawkas (Streckenkilometer 22 ab Beslan) und Kolonka (bei Sawodskoi und Michailowskoje, Kilometer 14) sind die nächstgelegenen Bahnstationen.

## Söhne und Töchter des Ortes
- Tymur Tajmasow (* 1970), ukrainischer Gewichtheber, Olympiasieger 1996
- Artur Taymazov (* 1979), usbekischer Ringer, Olympiasieger 2004, 2008 und 2012
- Elbrus Tedejew (* 1974), ukrainischer Ringer (Olympiasieger 2004) und Politiker